# إيست أوتو (نيويورك)
إيست أوتو (بالإنجليزية: East Otto, New York) هي بلدة أمريكية تقع في الولايات المتحدة في مقاطعة كاتاروغوس، نيويورك. يقدر عدد سكانها بـ 1,105 نسمة ومساحتها 107.2 كم2 وترتفع عن سطح البحر 464 متر.